# Primula parryi
Primula parryi là một loài thực vật có hoa trong họ Anh thảo. Loài này được A. Gray miêu tả khoa học đầu tiên năm 1862.

## Hình ảnh

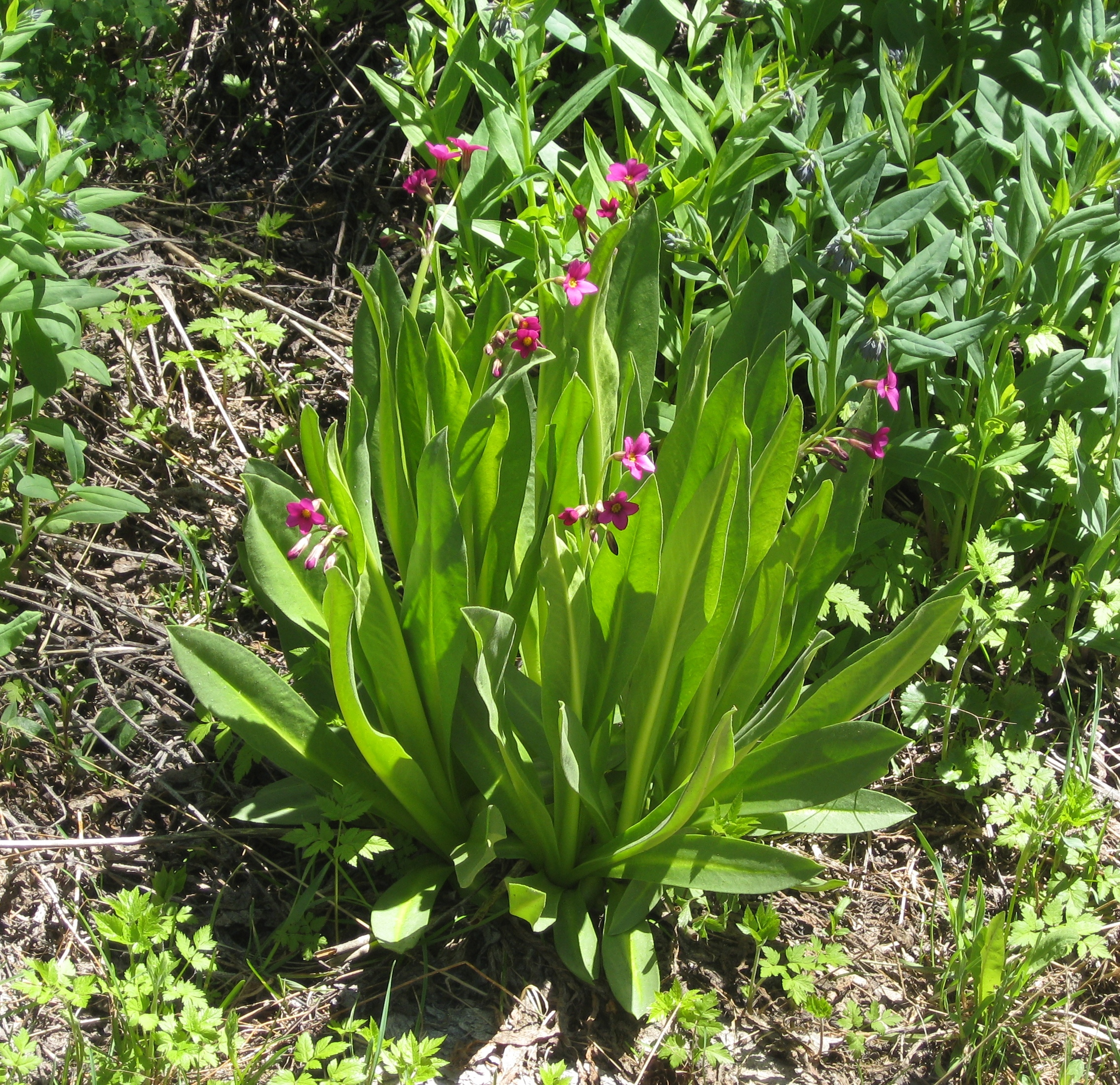
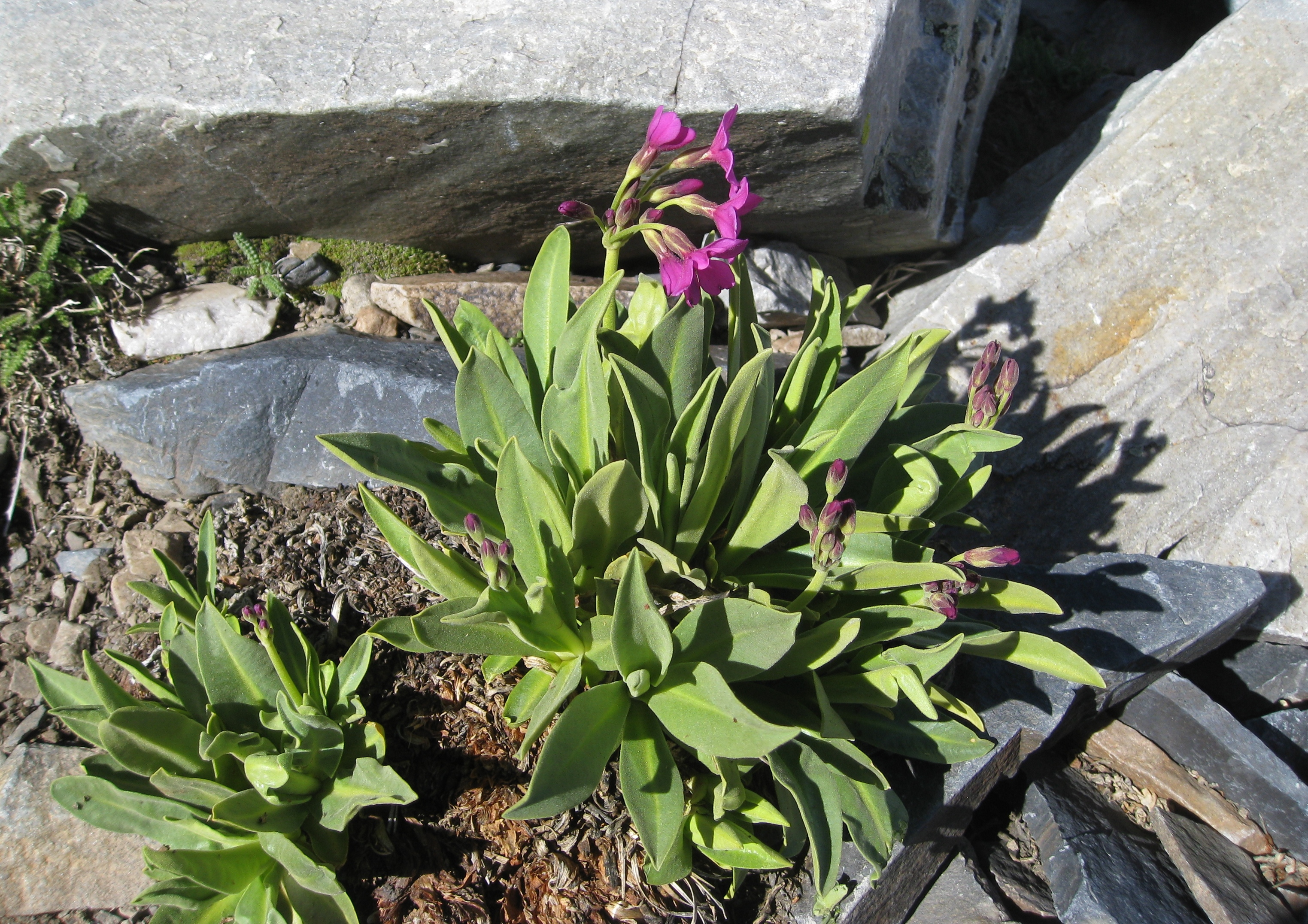
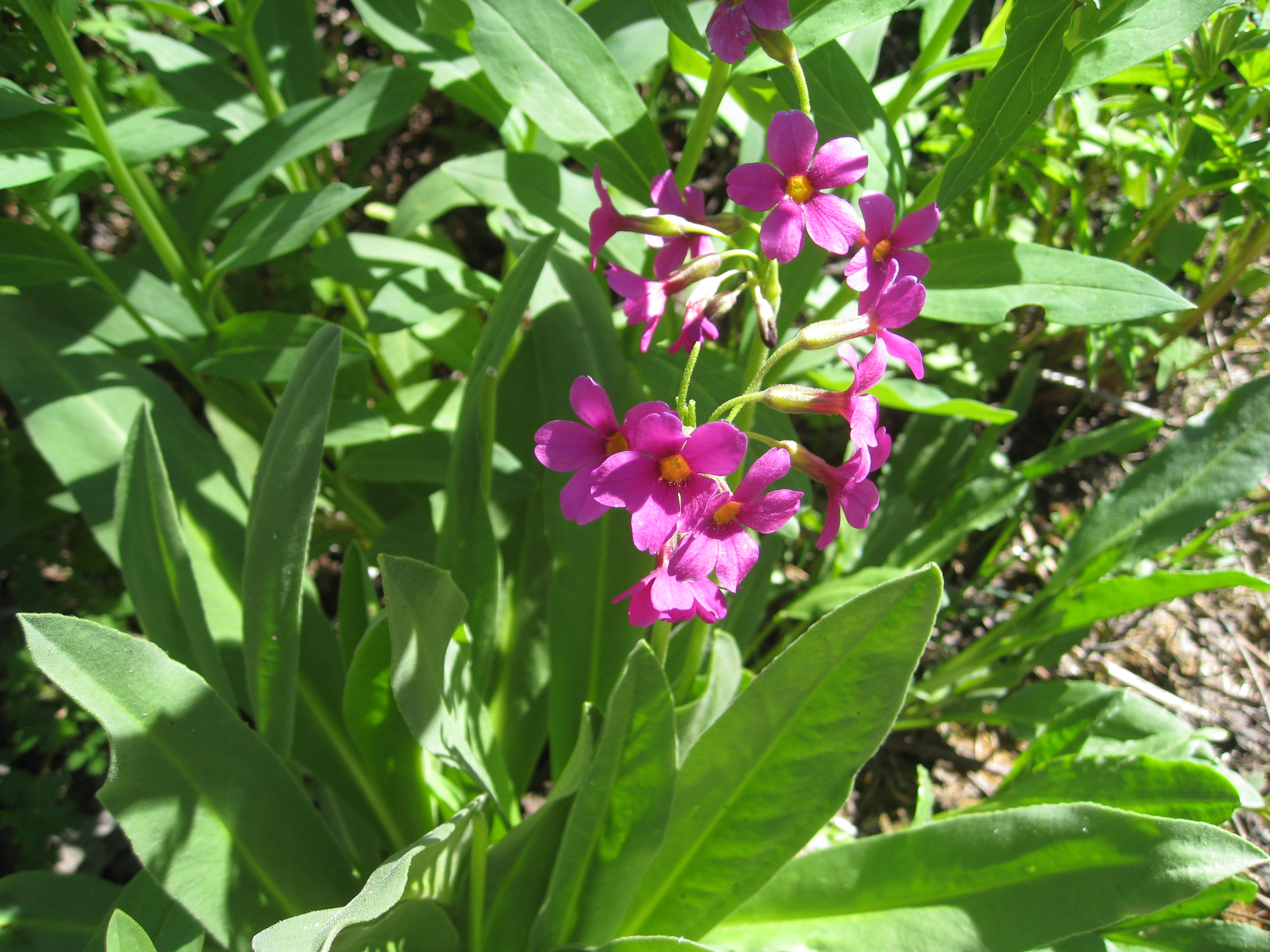
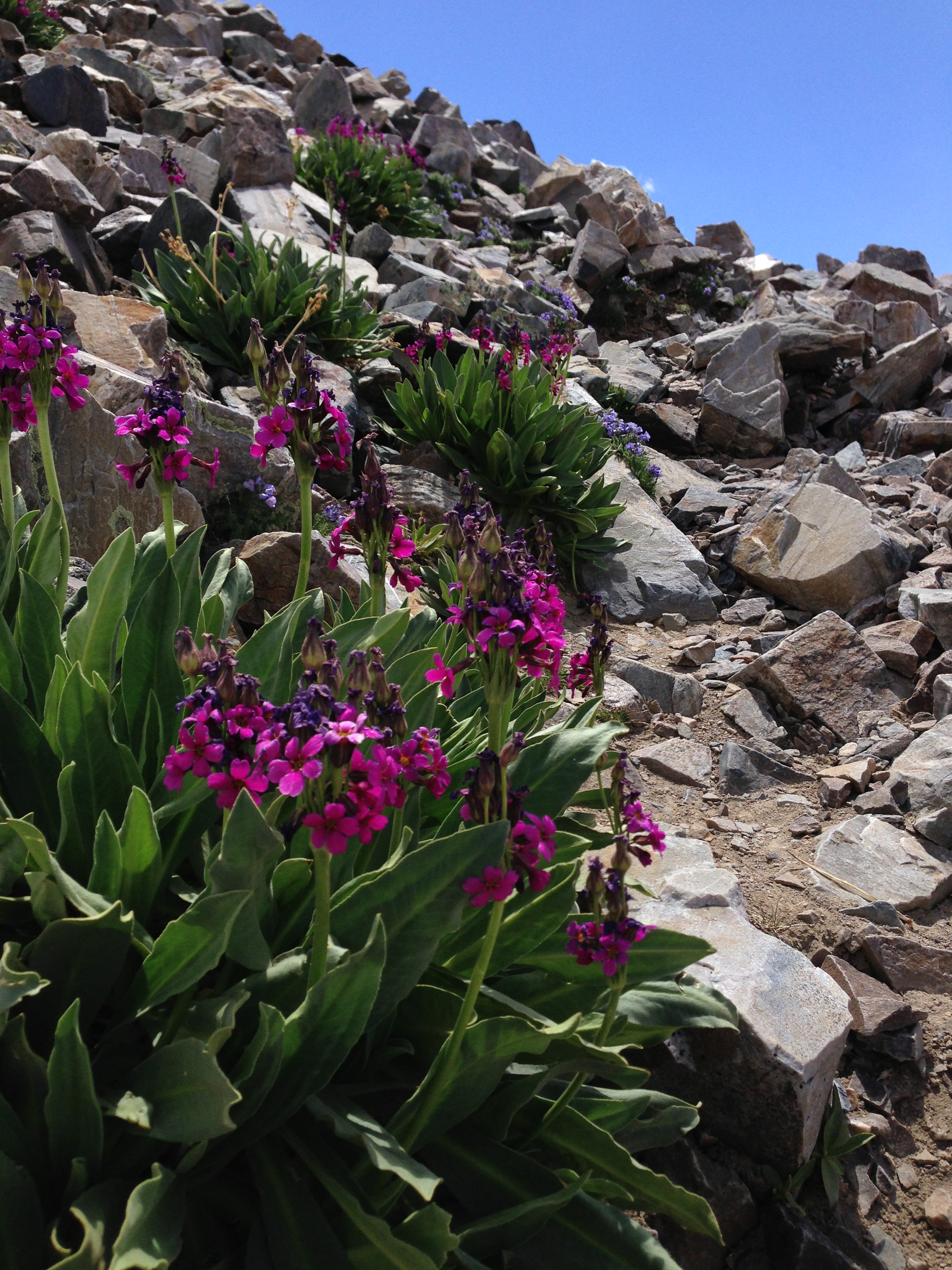